# Петросимония супротивнолистная
Петросимония супротивнолистная (лат. Petrosimonia oppositifolia) — вид травянистых растений рода Петросимония (Petrosimonia) семейства Амарантовые (Amaranthaceae).

## Ботаническое описание
Однолетнее травянистое растение, более или менее пушистое или гладкое, с прямым, реже распростёртым, обычно от основания ветвистым, редко почти простым, стеблем 8—35 см высотой; нижние ветви супротивные, иногда почти мутовчатые, остальные — очерёдные. Листья также, за исключением самых нижних, очерёдные, мясистые, линейно-полуцилиндрические, при основании расширенные, полустеблеобъемлющие и здесь по краям беловато-плёнчатые, на верхушке тупые или коротко- и туповато-заострённые, по большей части книзу изогнутые, 1—3,5 см длиной и 1—3 мм шириной. Прицветные более короткие, 3—12 мм длиной, яйцевидные и тупые или продолговатые и заострённые.
Прицветники лодочковидно-вогнутые, на спинке у верхушки острокилевидные, ближе к основанию закруглённые и нередко более сильно выпуклые (горбатые), на верхушке тупые или коротко-заострённые, почти одинаковой длины с цветком. Цветки расположены по одному, более или менее густо в пазухах листьев на верхушке стебля и на ветвях. Околоцветник обычно 2-листный, листочки его продолговато-яйцевидные, при основании клиновидно-суженные, в середине с небольшим перехватом, на верхушке тупые или туповато-заострённые, 3—5,5 мм длиной и 1—1⅔ мм шириной. Тычинки в числе 5, пыльники их на верхушке с короткими (около ⅓—¼ мм) плёнчатыми 3-зубчатыми придатками и здесь склеенные друг с другом. Хромосомы 2n=16.

## Распространение и экология
Средняя (юго-восток) и Восточная Европа (юг), Кавказ, Западная Сибирь (юг), Средняя Азия (северо-запад). Растёт на солончаках и солонцах.

## Синонимы
- Anabasis oppositifolia (Pall.) M.Bieb. (1800)
- Halimocnemis alternifolia Moq. (1849)
- Halimocnemis crassifolia C.A.Mey. (1829)
- Halimocnemis oppositifolia (Pall.) Eichw. (1834)
- Petrosimonia crassifolia (Pall.) Bunge (1862) — Петросимония толстолистная
- Polycnemum alternifolium Pall. ex Georgi (1800)
- Polycnemum crassifolium Pall. (1806)
- Polycnemum oppositifolium Pall. (1771)basionym